# Fondul Național de Dezvoltare
Fondul Național de Dezvoltare a fost înființat de Guvernul României în decembrie 2006 pentru finanțarea, începând din 2007, în special a proiectelor de investiții în infrastructură.
Fondul a fost pornit cu 11 miliarde de lei obținuți din privatizarea BCR și alte privatizări.
Banii au fost însă folosiți în cea mai mare parte pentru acoperirea golurilor temporare din conturile Trezoreriei până în 2009, când Finanțele preferau să folosească această resursă în loc să emită titluri de stat la dobânzi considerate prea mari, în detrimenturl proiectelor de infrastructură.
În ianuarie 2009, premierul de atunci, Emil Boc, a declarat că Fondul Național de Dezvoltare era deja golit din punct de vedere financiar, existând doar bani fictivi, deoarece banii din vânzarea BCR și din alte privatizări i-a cheltuit.